# Ekaterina Marennikova
Ekaterina Marennikova (n. 29 aprilie 1982, Leningrad, RSFS Rusă, URSS) este o handbalistă ce a reprezentat Rusia, medaliată olimpică. A participat la 2 ediții ale Jocurilor Olimpice (2008, 2012) în care a câștigat o medalie de argint.